# استتار فعال

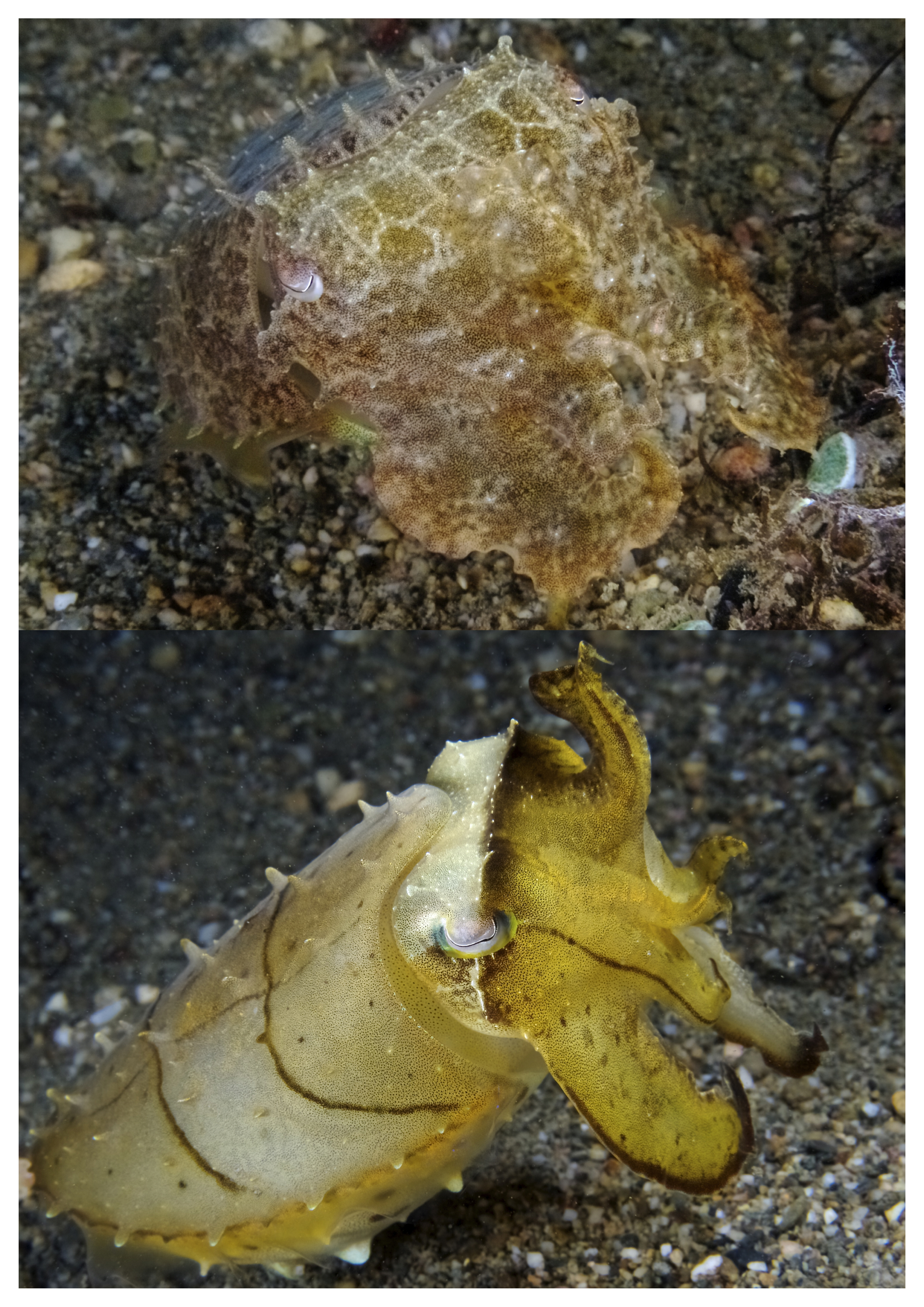
سرپایان نرم‌تن مانند این سپیداج می‌توانند برای پیام‌رسانی یا مطابقت با زمینه به سرعت رنگ خود را تغییر دهند.

اِستِتار فعال (به انگلیسی: Active camouflage) یا اِستِتار سازگار (به انگلیسی: Adaptive camouflage) استتاری است که اغلب به سرعت با محیط اطراف جسمی مانند جانور یا وسیله نقلیه نظامی سازگار می‌شود. از نظر تئوری، استتار فعال می‌تواند پنهان‌کاری کاملی از تشخیص بینایی ایجاد کند. استتار فعال در چندین گروه از جانوران، از جمله خزندگان در خشکی و سرپایان نرم‌تن و کفشک‌ماهی در دریا استفاده می‌شود. جانوران با تغییر رنگ و (در میان جانوران دریایی مانند ماهی مرکب) با جبران نور، به وسیله زیست‌تابی به استتار فعال می‌رسند.
استتار جبران نور نظامی برای اولین بار در طول جنگ جهانی دوم برای استفاده دریایی مورد بررسی قرار گرفت. تحقیقات اخیر با هدف دستیابی به دیدگریزی با استفاده از دوربین‌ها برای درک زمینه قابل مشاهده و کنترل صفحات اثر پِلتیِه یا پوشش‌هایی که می‌توانند ظاهر آنها را تغییر دهند انجام شده است.

## در جانوران

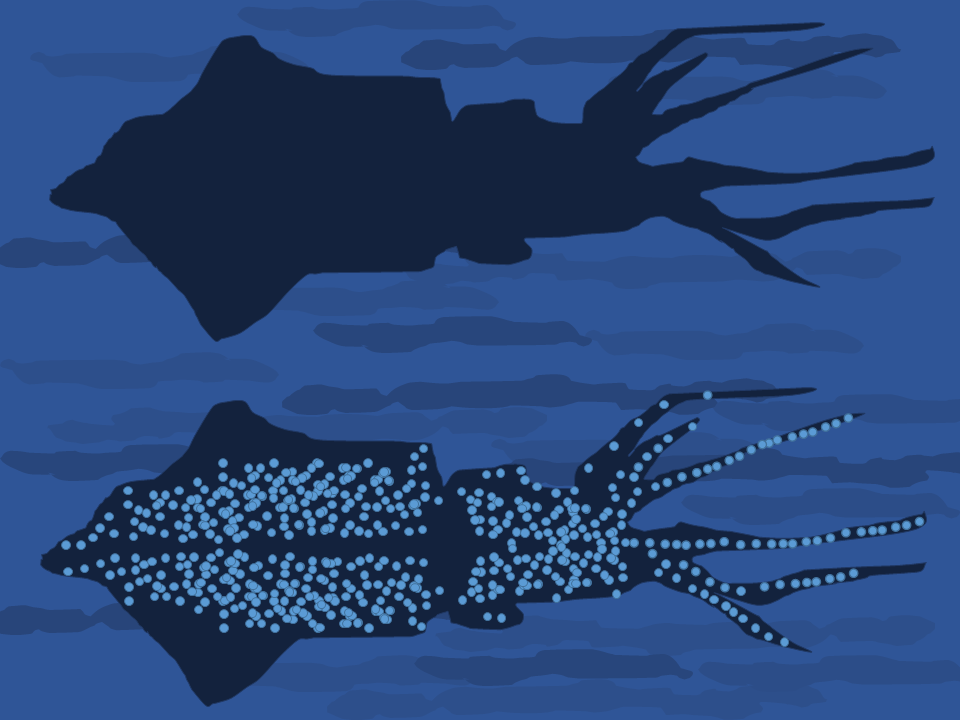
استتار جبران نور مرکب‌ماهی تابناک (Watasenia scintillans) از زیست‌تابی استفاده می‌کند تا با روشنایی و رنگ سطح دریا در بالا مطابقت داشته باشد.

استتار فعال در چندین گروه از جانوران از جمله سرپایان نرم‌تن، ماهی و خزندگان استفاده می‌شود. استتار فعال در جانوران دو سازوکار دارد: استتار جبران نور و تغییر رنگ.

### جبران‌نور
استتار جبران نور با استفاده از تولید نور برای ترکیب در پس‌زمینه روشن است. در دریا، نور از سطح پایین می‌آید، بنابراین وقتی جانوران دریایی از پایین دیده می‌شوند، تاریک‌تر از زمینه به نظر می‌رسند.

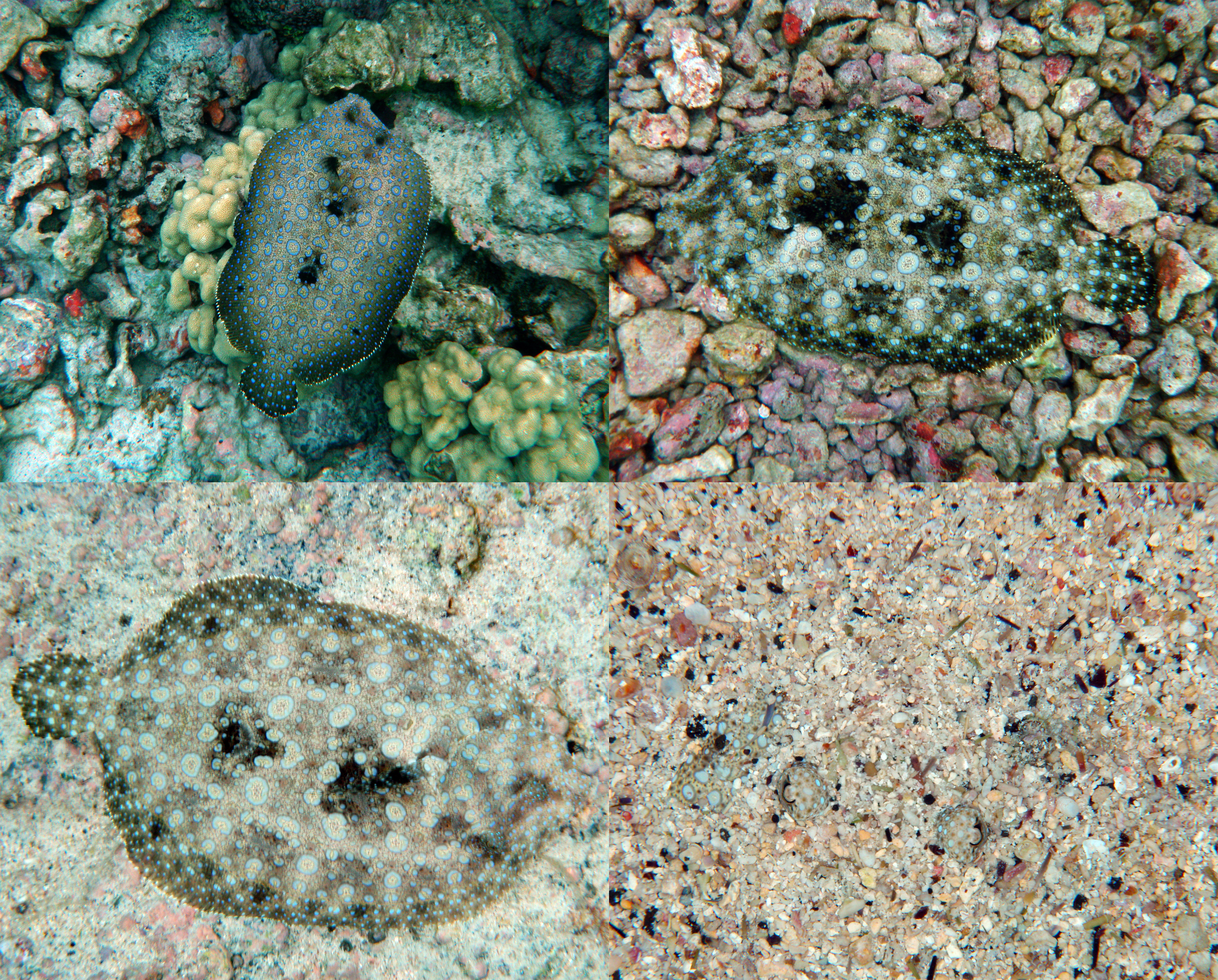
چهار قاب از ماهی کفشک گلی، توانایی آن را در هم‌رنگ شدن با بستر دریا در اطراف و زیر آن نشان می‌دهد.

برخی از گونه‌های سرپایان مانند مرکب‌ماهی چشمک‌زن (Midwater squid) و مرکب‌ماهی تابناک، در نوربرهای زیرین خود نور ایجاد می‌کنند تا با زمینه مطابقت داشته باشد. زیست‌تابی در میان جانوران دریایی رایج است، بنابراین جبران‌نور ممکن است گسترده باشد، اگرچه نور کاربردهای دیگری نیز دارد از جمله جذب طعمه و پیام‌رسانی.

### تغییر رنگ
تغییر رنگ اجازه استتار در برابر پس‌زمینه‌های مختلف را می‌دهد. بسیاری از سرپایان از جمله هشت‌پاها، سپیداج و ماهی مرکب و برخی از دوزیستان و خزندگان خاکی از جمله آفتاب‌پرستها و آنولانها می‌توانند به‌سرعت رنگ و الگوی خود را تغییر دهند، اگر چه از مهم‌ترین دلایل این امر می‌توان به پیام‌رسانی اشاره کرد، نه تنها استتار. استتار فعال سرپایان تحقیقات نظامی را در ایالات متحده تحریک کرده است.
استتار فعال در اثر تغییر رنگ توسط بسیاری از کفشک‌ماهیان کف‌زی مانند صاف‌ماهی، ماهی‌حلوا و کفشک استفاده می‌شود که به‌طور فعال الگوها و رنگ کف زیر آنها را کپی می‌کند. برای نمونه، کفشک گرمسیری چپ‌رخ (Bothus ocellatus) می‌تواند الگوی خود را با «طیف گسترده‌ای از بافت پس‌زمینه» در ۲ تا ۸ ثانیه مطابقت دهد. به همین ترتیب، ماهی صخره‌های مرجانی، بلِنی‌علف‌دریایی (Seaweed blenny) می‌تواند رنگ خود را با محیط اطرافش مطابقت دهد.

## در تحقیق

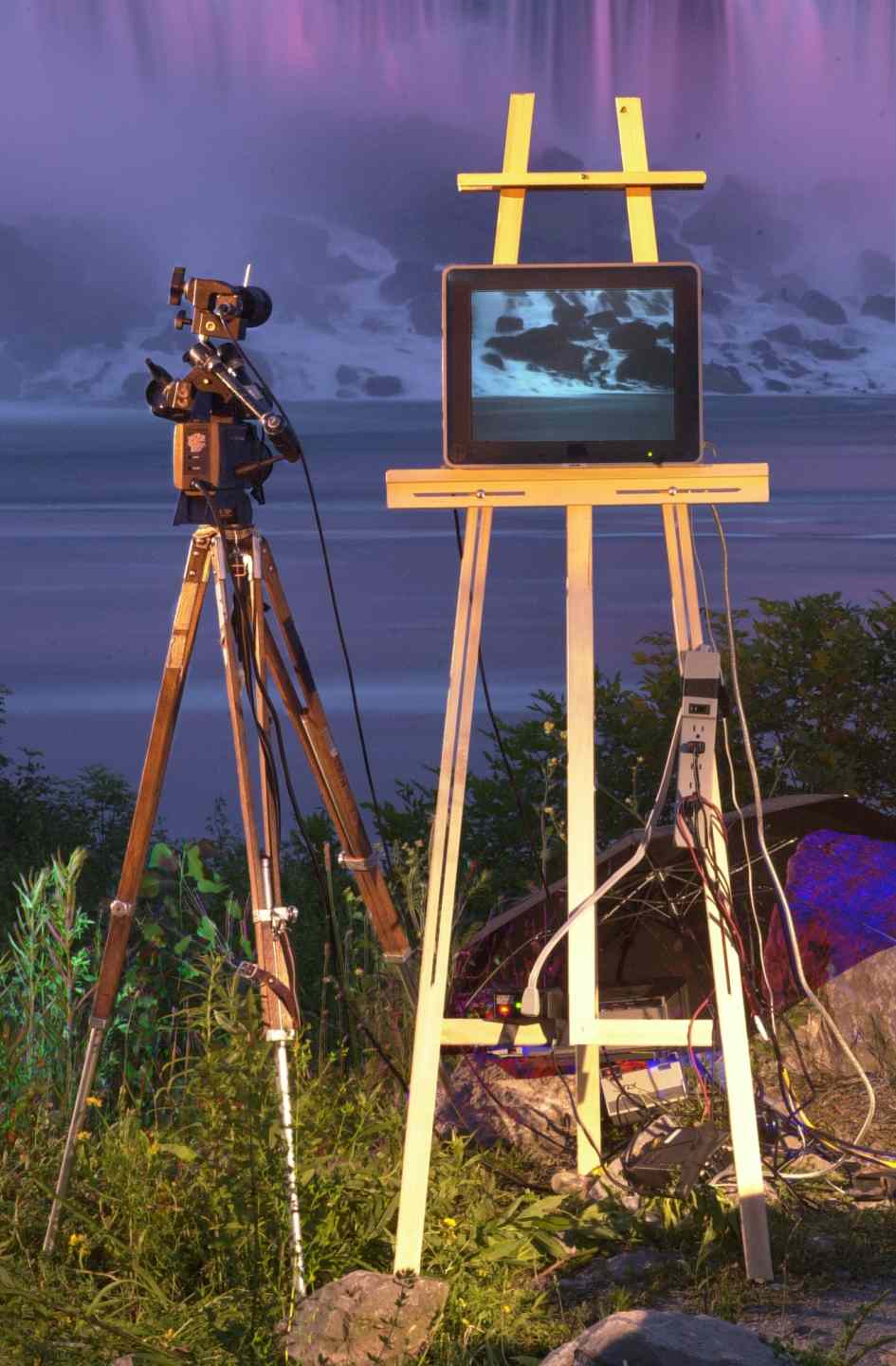
تصویرسازی مفهوم: ضبط و نمایش مجدد تصویر، «شفافیت واهی» ایجاد می‌کند، همچنین به‌عنوان «استتار نوری» نیز شناخته می‌شود.

استتار فعال پنهان‌سازی را با ایجاد یک شی نه تنها به‌طور کلی شبیه محیط اطراف خود، بلکه به‌طور مؤثر با «شفافیت واهی» از طریق وانمایی دقیق و با تغییر شکل ظاهری شی با تغییر در زمینه آن نادیدنی می‌کند.

### تحقیقات اولیه
علاقه نظامی به استتار فعال ریشه در مطالعات جنگ جهانی دوم در مورد جبران نور دارد. اولین مورد این استتار به اصطلاح «استتار روشنایی پراکنده» (Diffused lighting camouflage) بود که روی ناوچه سبک نیروی دریایی کانادا از جمله اچ‌ام‌سی‌اس ریموسکی آزمایش شد. این امر در نیروهای مسلح ایالات متحده آمریکا با پروژه هوابرد چراغ‌های یِهودی (Yehudi lights) و آزمایش کشتی‌های نیروی دریایی سلطنتی و نیروی دریایی آمریکا دنبال شد. پروژه چراغ‌های یهودی، چراغ‌های آبی با شدت کم را روی هواپیماها قرار داد. از آنجا که آسمان روشن است، ممکن است یک هواپیمای بدون نور (از هر رنگ) قابل مشاهده باشد. با تابش مقدار کمی نور آبی اندازه‌گیری شده، میزان روشنایی متوسط هواپیما با آسمان بهتر مطابقت دارد و هواپیما می‌تواند قبل از شناسایی، نزدیکتر به هدف خود پرواز کند.

### فناوری‌های ممکن

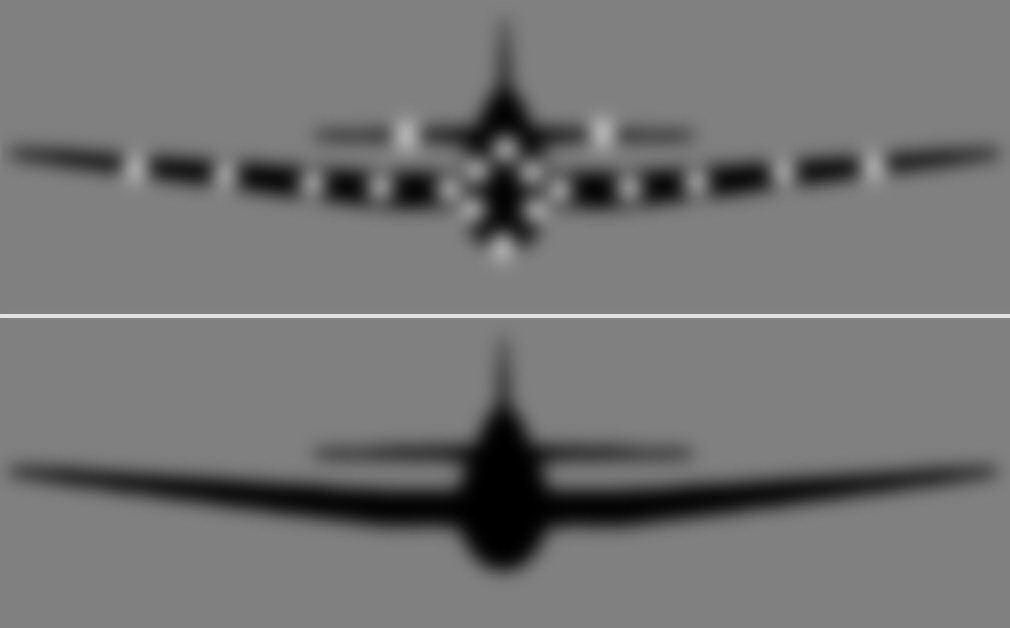
نمونه اولیه چراغ‌های یِهودی (Yehudi lights) روشنایی متوسط «گرومن تی‌بی‌اف اونجر» را از یک شکل تاریک به همان آسمان افزایش داد.

استتار فعال اکنون می‌تواند با استفاده از دیودهای ساطع کننده نور آلی (OLED) و سایر فناوری‌هایی که امکان نمایش تصاویر بر روی سطوح با شکل نامنظم را ایجاد می‌کنند ایجاد شود. با استفاده از داده‌های تصویری از یک دوربین، ممکن است جسمی به اندازه کافی استتار شود تا در هنگام ایستادن از چشم انسان و حسگرهای نوری پنهان بماند. استتار با حرکت ضعیف می‌شود، اما استتار فعال هنوز هم می‌تواند دیدن اهداف متحرک را دشوارتر کند. با این حال، استتار فعال هر بار در یک جهت بهتر عمل می‌کند و این نیاز به دانش از موقعیت‌های نسبی مشاهده‌کننده و شی پنهان دارد.
فناوری استتار فعال فقط در تئوری و نمونه‌های اثبات مفهوم وجود دارد.
در سال ۲۰۰۳ محققان دانشگاه توکیو تحت نظر سوسومو تاچی (Susumu Tachi) با استفاده از مواد آغشته به مهره‌های شیشه پس‌بازتابگر، یک نمونه اولیه استتار فعال ایجاد کردند. بیننده در مقابل پارچه ایستاده و پارچه را از طریق یک صفحه شیشه‌ای شفاف مشاهده می‌کند. یک دوربین فیلمبرداری پشت پارچه پس‌زمینه پارچه را می‌گیرد. یک ویدئو پروژکتور این تصویر را بر روی صفحه شیشه‌ای که دارای زاویه است قرار می‌دهد تا به‌عنوان یک آینه جزئی (Pepper's ghost) عمل کند که بخش کوچکی از نور را بر روی پارچه منعکس می‌کند. پس‌بازتابگر منعکس کننده پارچه، تصویر را به سمت صفحه شیشه‌ای منعکس می‌کند که تنها در بازتاب ضعیف باعث می‌شود بیشتر نور بازتابش شده توسط نور عبور کند تا توسط بیننده دیده شود. این سیستم فقط وقتی کار می‌کند که از زاویه خاصی دیده شود.
آرایه نوری فازی (Phased-array optics) استتار فعال را انجام می‌دهد، نه با تولید یک تصویر دو بعدی از مناظر زمینه بر روی یک شی، بلکه توسط هولوگرافی محاسباتی (Computer-generated holography) برای تولید یک هولوگرام سه بعدی از مناظر زمینه بر روی یک شی که باید پنهان شود. به نظر می‌رسد برخلاف یک تصویر دو بعدی، تصویر هولوگرافیک مناظر واقعی پشت جسم مستقل از فاصله بیننده یا زاویه دید دارند.

### نمونه‌های اولیه نظامی

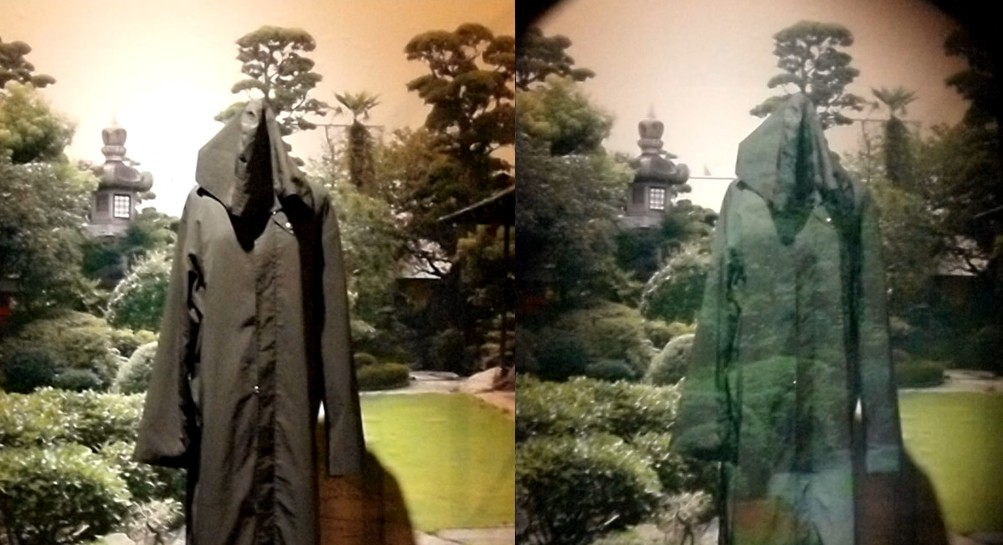
روپوش نامرئی با استفاده از استتار فعال توسط سوسومو تاچی. چپ: پارچه‌ای که بدون وسیله خاصی دیده می‌شود. راست: همان پارچه که از طریق پروژکتور نیمه‌آینه که با فناوری طرح پس‌بازتابگر دیده می‌شود.

در سال ۲۰۱۰، شرکت اسرائیلی Eltics نمونه اولیه اولیه سیستم کاشی برای استتار فروسرخ وسایل نقلیه را ایجاد کرد. در سال ۲۰۱۱، BAE Systems فناوری استتار فروسرخ سازگار خود را اعلام کرد. از حدود ۱۰۰۰ صفحه شش ضلعی پِلتیِه برای پوشاندن کناره‌های مخزن استفاده می‌شود. صفحات به سرعت گرم و سرد می‌شوند تا هم با دمای محیط اطراف خودرو یا با یکی از اشیاء موجود در «کتابخانه» سیستم پنهان‌سازی حرارتی مانند کامیون، خودرو یا سنگ بزرگ مطابقت داشته باشند.

## در داستان
فناوری استتار فعال، چه بصری و چه غیر آن، وسیله‌ای است که معمولاً در داستان‌های علمی تخیلی استفاده می‌شود. حق امتیاز پیشتازان فضا این مفهوم را دربرگرفته است و پیشتازان فضا: مسافر، انسان‌ها را با استفاده از «میراگرهای زیستی» برای نفوذ به یک مکعب بورگ به تصویر می‌کشد بدون آنکه ضدقهرمان‌ها متوجه شوند که آنجا هستند. ضدقهرمان‌های معروف در فیلم‌های درنده (Predator) نیز از استتار فعال استفاده می‌کنند. در بسیاری از بازی‌های ویدیویی، مانند مجموعه هیلو، دئوس اکس: تحول انسان و مجموعه کرایسیس، بازیکنان می‌توانند دستگاه‌های مخفی‌سازی را تهیه و استفاده کنند. در فیلم جیمز باند روزی دیگر بمیر (۲۰۰۲)، آستون مارتین وی۱۲ ونکویش به سیستم استتار فعال مجهز شده است.